# HMS Cambridge (1666)
Lo HMS Cambridge era un vascello di terzo rango da 70 cannoni in servizio nella Royal Navy tra il 1666 e il 1694.

## Storia
La costruzione del vascello di terzo rango da 70 cannoni Cambridge  fu ordinata al cantiere navale di Deptford il 20 ottobre 1664, su progetto di Jonas Shish.  La nave fu costruita sotto la direzione dello stesso Shish, venne varata nel 1666, completata nel maggio di quell'anno ed entrò in servizio il 1 luglio successivo al comando del captain John Jefferies.  Il 25 luglio partecipò alla battaglia di San Giacomo, durante la Seconda guerra anglo-olandese, combattuta tra la flotta olandese dell'ammiraglio Michiel de Ruyter e quella britannica comandata congiuntamente dal principe Ruperto del Palatinato e da George Monck. Tra il 23 marzo e il 15 settembre 1668 fu al comando del captain Sir Robert Holmes.  Durante la terza guerra anglo-olandese, il 12 marzo 1672, al comando del captain Fretchville Holies, prese parte alla battaglia del convoglio di Smirne, e il 25 maggio dello stesso anno a quella di Solebay, dove il capitano Holies trovò la morte.
Passato al comando del captain Arthur Herbert, il 22 luglio 1672, insieme al Bristol (capitano Charles Wylde) attaccò la flotta olandese delle Indie Orientali.  Il 28 maggio 1653 prese parte alla prima battaglia di Schooneveld, e l'11 agosto successivo a quella di Texel. A partire dal 28 settembre fu sottoposta a un periodo di lavori di ristrutturazione presso il cantiere navale di Chatham, sul Medway.  Nel 1674 operò nel Mediterraneo, e il 4 marzo di quell'anno partecipò alla cattura dell'East Indiaman olandese Wapen van Rotterdam durante la battaglia di Ronas Voe, nella isole Shetland. Nel 1678 operò nel canale della Manica.
Il 1 maggio 1689 il Cambridge prese parte, al comando di John Clements, alla battaglia di Bantry Bay nell'ambito della guerra della Grande Alleanza.  Successivamente prese parte alla battaglia di Beachy Head (30 giugno 1690), a quella di Barfleur-La Hogue (19 maggio-2 giugno 1692).
Il 22 novembre 1694 il contrammiraglio del rosso  Sir Francis Wheler ricevette le seguenti istruzioni: 22 novembre. Kensington. Istruzioni per Sir Francis Wheler, cavaliere, comandante in capo di uno squadrone schierato per lo Stretto. Non appena vi unirete all'armata spagnola, in conformità con le istruzioni dei Lord dell'Ammiragliato, agirete nel modo più opportuno per infastidire i francesi e darete notizia del vostro arrivo nel Mediterraneo al Duca di Savoia; e nel caso in cui egli desideri la vostra collaborazione in qualsiasi progetto contro i francesi, farete del vostro meglio per condurlo a un felice esito. Durante la vostra permanenza nel Mediterraneo, dovrete corrispondere il più frequentemente possibile con il Visconte Galway, nostro inviato straordinario presso il Duca di Savoia; e, per quanto compatibile con il servizio in cui siete impiegato, agirete secondo i consigli che riceverete da lui.
La squadra navale di Wheeler, forte di 48 navi da guerra, salpò dalla rada di Spithead, Portsmouth, il 27 dicembre 1693, scortando una flotta di 166 navi mercantili verso il Mediterraneo, con l'obiettivo di raggiungere la penisola italiana. La flotta ancorò nella rada di Gibilterra, a Cadice il 17 febbraio, e dopo una breve sosta entrò nel Mediterraneo. Una violenta tempesta (Il levante e un forte vento da est, ben noto ai moderni windsurfisti della vicina Tarifa) colpì la flotta nei pressi dello stretto di Gibilterra, di fronte al rischio di essere costretta a sbattere contro la rocciosa costa spagnola Sir Francis Wheeler, che si trovava a bordo della sua nave ammiraglia, il vascello da 80 cannoni Sussex, tentò di virare controvento e di ritornare a Gibilterra. L'acqua entrò dai portelli aperti e nelle prime ore del mattino del 19 febbraio, il Sussex affondò. La tempesta investì anche il Cambridge, al comando del captain John Ward, che navigava di concerto con il Sussex, mandandolo alla deriva fino ad arenarsi, e poi distruggendolo. 100 uomini dell'equipaggio del Cambridge perirono nel naufragio.
Tutti i 560 membri dell'equipaggio a bordo del Sussex, tranne due "mori" che si gettarono fuoribordo prima dell'affondamento, annegarono, incluso l'ammiraglio Wheler, il cui corpo, secondo la tradizione, fu trovato sulla costa orientale della Rocca di Gibilterra in camicia da notte. Oltre al Cambridge e al Sussex, altre 11 navi della flotta affondarono, Le navi erano ampiamente disperse e i luoghi dei loro affondamenti altrettanto diffusi, dal largo delle coste nordafricane fino alle coste di Gibilterra e della Spagna e si registrarono in totale circa 1.200 vittime, in quello che rimane uno dei peggiori disastri nella storia della Royal Navy. Un anno dopo, l'Inghilterra tentò di nuovo di inviare denaro al Duca di Savoia, ma si rivelò troppo tardi poiché il Duca aveva segretamente cambiato schieramento e accettato l'offerta francese. La sua defezione dalla Quadruplice Alleanza pose fine alla guerra con una situazione di stallo.

### Annotazioni
1. ↑  Tutte le date sono riferite al calendario giuliano.
2. ↑  Il captain John Ward fu sottoposto a corte marziale della Royal Navy, l'8 settembre 1694 per la perdita del Cambridge in condizioni meteorologiche estremamente avverse durante l'attraversamento dello Stretto di Gibilterra, venendo assolto da ogni accusa.
3. ↑  Si trattava di una nave da guerra di quinto rango, armata con cannoni molto più leggeri della Sussex, che naufragò sulla riva, e andarono perduti anche una nave bombardiera, due ketch armati, tre navi da guerra olandesi e quattro mercantili armati.

### Fonti
1. 1 2 3 4 5 6 7 8 9 10 11 12 13  Tree Decks.
2. 1 2 3  Lavery 2003, p. 161.
3. ↑  Bruce, Johnston, Johnston 1914, p. 101-103.
4. ↑  H.O. Admiralty Entry Book 1, p. 84. Calendar of State Papers Domestic: William and Mary, 1693.
5. 1 2 3 4 5 6  Andalucia.
6. 1 2 3  Andalucia.